# Patricia Hy-Boulais
Patricia Hy-Boulais (* 22. August 1965 als Patricia Hy in Phnom Penh, Kambodscha) ist eine ehemalige kanadische Tennisspielerin.

## Karriere
Patricia Hy wurde in Kambodscha geboren und zog im Alter von sechs Jahren mit ihrer Familie nach Hongkong.
1983 gewann sie zusammen mit Patty Fendick den Titel im Juniorinnendoppel von Wimbledon. Sie spielte von 1981 bis 1987 für die Fed-Cup-Mannschaft von Hongkong und, nachdem sie 1991 die kanadische Staatsbürgerschaft angenommen hatte, bis 1998 für das kanadische Team. 1992 und 1996 vertrat sie Kanada auch bei den Olympischen Spielen. Im Einzel erreichte sie 1992 und 1996 die zweite Runde, während sie im Doppel 1992 erst im Achtelfinale ausschied und 1996 sogar ins Viertelfinale einzog.
Ihre größten Erfolge bei Grand-Slam-Turnieren erzielte sie mit dem Einzug 1992 ins Viertelfinale der US Open und mit ihrer Halbfinalteilnahme 1987 im Doppelwettbewerb der Australian Open.
2004 wurde sie in die kanadische Tennis Hall of Fame aufgenommen.

## Persönliches
1994 heiratete sie Yves Boulais, der später Trainer von Alison Riske wurde. Seitdem trat sie unter dem Namen Patricia Hy-Boulais an.
Ihre Tochter Isabelle Boulais ist ebenfalls Tennisprofi.

## Turniersiege

### Einzel
| Nr. | Datum            | Turnier | Kategorie | Belag           | Finalgegnerin     | Ergebnis      |
| --- | ---------------- | ------- | --------- | --------------- | ----------------- | ------------- |
| 1.  | 12. Oktober 1986 | Taipeh  | WTA       | Teppich (Halle) | Adriana Villagrán | 6:7, 6:2, 6:3 |

### Doppel
| Nr. | Datum           | Turnier  | Kategorie   | Belag     | Partnerin    | Finalgegnerinnen             | Ergebnis  |
| --- | --------------- | -------- | ----------- | --------- | ------------ | ---------------------------- | --------- |
| 1.  | 6. Februar 1994 | Auckland | WTA Tier IV | Hartplatz | Mercedes Paz | Jenny Byrne Julie Richardson | 6:4, 7:63 |